# 1404 az irodalomban
Az 1404. év az irodalomban.

## Születések
- február – Leon Battista Alberti itáliai humanista művész, építész, festő, költő († 1472)
- 1404 körül – Antón de Montoro 15. századi spanyol szatirikus költő, áttért zsidó († 1480 körül)